# Зохрабов, Рамиз Фарзулла оглы
Зохрабов Рамиз Фарзулла оглы (2 мая 1939, Баку — 23 апреля 2017, Баку) — азербайджанский музыковед, музыкальный критик, Народный артист Республики Азербайджан (2008), лауреат премии Президента Азербайджанской Республики, доктор искусствоведения, профессор.

## Жизнь
Рамиз Зохрабов родился 2 мая 1939 года в городе Баку. С 1947 по 1958 годы обучался в средней музыкальной школе при Азербайджанской Государственной Консерватории, а в 1958-1960 годах изучал исполнительское искусство в фортепианной школе факультета исполнительского искусства консерватории. В 1965 году он успешно завершил обучение в консерватории по специальности музыковедения.
С 1965 года начал трудовую деятельность в Гянджинской музыкальной школе имени Гамбара Гусейна, где преподавал музыкальную историю и теорию. В 1966-1968 годах работал редактором по народной музыке в Азербайджанской государственной филармонии имени Муслима Магомаева. В 1968-1969 годах вел занятия по теории музыки в 16-й музыкальной школе города Баку, а с 1969 года преподавал историю и теорию азербайджанской народной музыки в Академии музыки имени Узеира Гаджибекова. В 1989 году стал заведующим кафедрой истории и теории музыки.
Профессор Зохрабов активно участвовал в работе Союзе композиторов Азербайджана, где с 1990 года по 2012 год занимал пост секретаря Исполнительного совета.

## Семья
У Рамиза Зохрабова был сын, режиссёр Рашад Зохрабов, который скончался в 2016 году после автомобильной аварии.

## Почетные звания и награды
- Старший научный сотрудник (1974 год)
- Доцент (1979 год)
- Профессор (1992 год)
- Доктор искусствоведения (1994 год)
- Премия «Хумай» (1997 год)
- Персональная пенсия Президента Азербайджанской Республики (2004 год)[5]
- Народный артист Республики Азербайджан (2008 год)[6]
- Лауреат ордена «Слава» (2009 год)[7]

## Творчество
Рамиз Зохрабов внёс вклад в исследование и популяризацию музыкального наследия Азербайджана. Его более чем 200 научных трудов и книг, посвящённых мугамам, в том числе тезаурусам и дессахам, оценены специалистами.
Музыкальные произведения Рамиза Зохрабова включают в себя первые нотные записи мугамов и тезаурусов исполнения мастеров мугама. Его исследования также охватывают творчество азербайджанских композиторов.

## Книги
- Мугам. Монография. Баку, «Азернешр», 1991 год;[8]
- Азербайджанские тезаурусы. Тебриз, Интешарате Мехран, 1991 год;[8]
- Теоретические проблемы азербайджанского мугама. Исследование. Баку, «Шур», 1992 год;[8]
- Музыкальная литература. Учебник для V классов музыкальных школ /соавторы — С. Касымова, Т. Гусейнова/. Баку, «Шур», 1992 год;[8]
- Гаджи Ханмамедов. Брошюра. Баку, «Шур», 1992 год;[8]
- Рауф Гаджиев. Брошюра. Баку, «Шур», 1993 год;[8]
- Слово о наших композиторах. Баку, «Шур», 1995 год;[8]
- Рамиз Мустафаев. Брошюра. Баку, «Эргюн», 1995 год;[8]
- Устное традиционное профессиональное музыкальное искусство Азербайджана. Учебные пособия для высших учебных заведений. Баку, Азербайджанская Энциклопедия, 1996 год;[8]
- Портреты наших композиторов. Баку, «Гянджлик», 1997 год;[8]
- Теоретические основы мугам-дастга «Чахаргах». Баку, «Шур», 2000 год;[8]
- Взгляд на творчество Тофика Гулиева. «Проблемы исследования азербайджанской национальной музыки» сборник /IV выпуск/. Баку, издание БМА, 2001 год.[8]

## Статьи
Рамиз Зохрабов написал множество статей, посвящённых исследованию истории и теории азербайджанской музыки.
1. Умудрённые годы жизни /Страницы из творчества Ашрафа Аббасова/. «Литература и искусство» газета, № 13, 13.04.1990;[8]
2. Азербайджанское тар /О книге В. Абдулгасымова/. «Литература и искусство», 19.10.1990;[8]
3. Скрипач и певец /Р. Адыгезалов — 50/, «Литература и искусство», 16.11.1990;[8]
4. Творческий поиск означает /Т. Бакиханов — 60/, «Литература и искусство», 21.12.1990;[8]
5. Произведения, сохранившие своего автора /Агаси Мешедибеев — 80/, «Культура» газета, 09.01.1992;[8]
6. Любимый учитель, опытный исследователь /З. Кафарова — 50/, «Культура», 08.01.1993;[8]
7. Новое обращение к теме Низами /О балете Т. Бакиханова «Добро и Зло»/, «Искусство» газета, 13.07.1993;[8]
8. Известный композитор и учитель /С. Алескеров/, «Искусство», 12.04.1994;[8]
9. Аваз в дастгахе. /О 12-томной системе мугама/, Тебриз, газета «Azadliq» /на фарси./, 26.10.1997;[8]
10. Мугамы из семьи «Раст». Тебриз, газета «Azadliq esri» /на фарси./, № 31, 1998;[8]
11. Ценные исследования. /Об монографии Э. Бабаева «Проблемы интонации в устном музыкальном искусстве Азербайджана»/, «Мир музыки» журнал, № 1, 1999;[8]
12. Воспоминания о Зульфе Адыгезалове. «Мир музыки», № 1, 1999;[8]
13. Композитор и пианист Севда Ибрагимова. «Мир музыки», № 1, 2000;[8]
14. Честный человек искусства /Н. Шафиева — 60/, «Мир музыки», № 2, 2000;[8]
15. Васиф Адыгезалов /посвящается 65-летию композитора/. «Мир музыки», № 3-4, 2000;[8]
16. Бюльбюль и азербайджанская народная музыка. «Мир музыки», № 1-2, 2001;[8]
17. Айдын Зиядли — 50. «Мир музыки», № 1-2, 2001;[8]
18. Рамиз Мустафаев /посвящается 75-летию композитора/. «Мир музыки», № 3-4, 2001;[8]
19. Нацим Багиров — 60. «Мир музыки», № 3-4, 2001.[8]

## Музыкальные произведения
Произведения включают в себя переложения и аранжировки мугамов и народных мелодий.
- Телевизионные программы — Автор и ведущий «Наши музыкальные коллективы», «Поэзия и музыка», «Жемчужины народной музыки» (1990-2001 год);
- Музыкальные произведения: «Монолог» для каманчи и фортепиано (1993 год);«Лайлай» для оркестра народных инструментов (1998 год); Сюита «Ардабильские доски» (1999 год);
- Песни с текстами Б. Вагабзаде, Т. Мутеллибова, Р. Ахмедзаде и др. (1990-2001 год).

## Заявления и выступления
Азербайджанский музыковед представлял свою страну на международных симпозиумах и конференциях, делая глубокие выступления по искусству мугама.
- Выступления на республиканских научных конференциях (1990-2001 год).

## Фильмография
1. Musiqişünas (Фильм, 2001 год).
2. Muğam (передача, 2007 год).
3. Muğamat var olan yerdə… (Фильм, 2009 год).
4. Xalq təranələri (Фильм год).